# Pico da Ibituruna

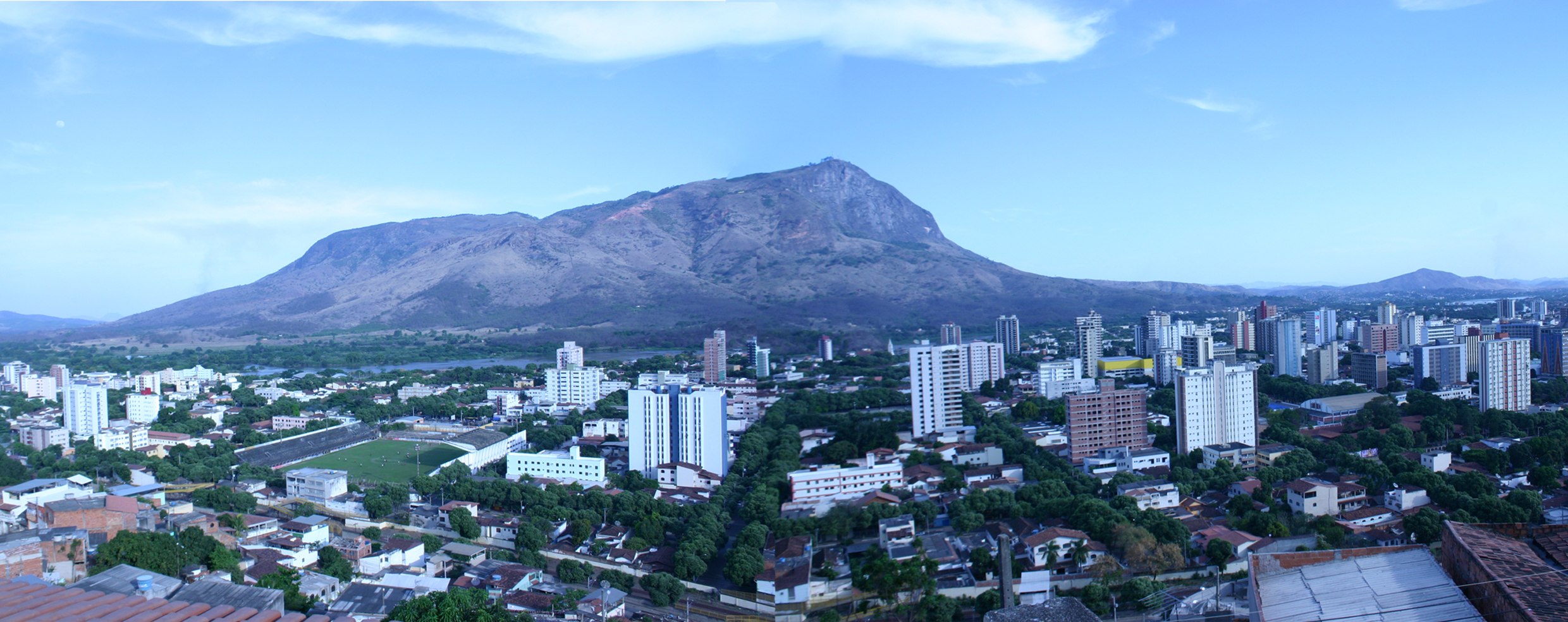
Panorama de Governador Valadares com o Pico da Ibituruna ao fundo.

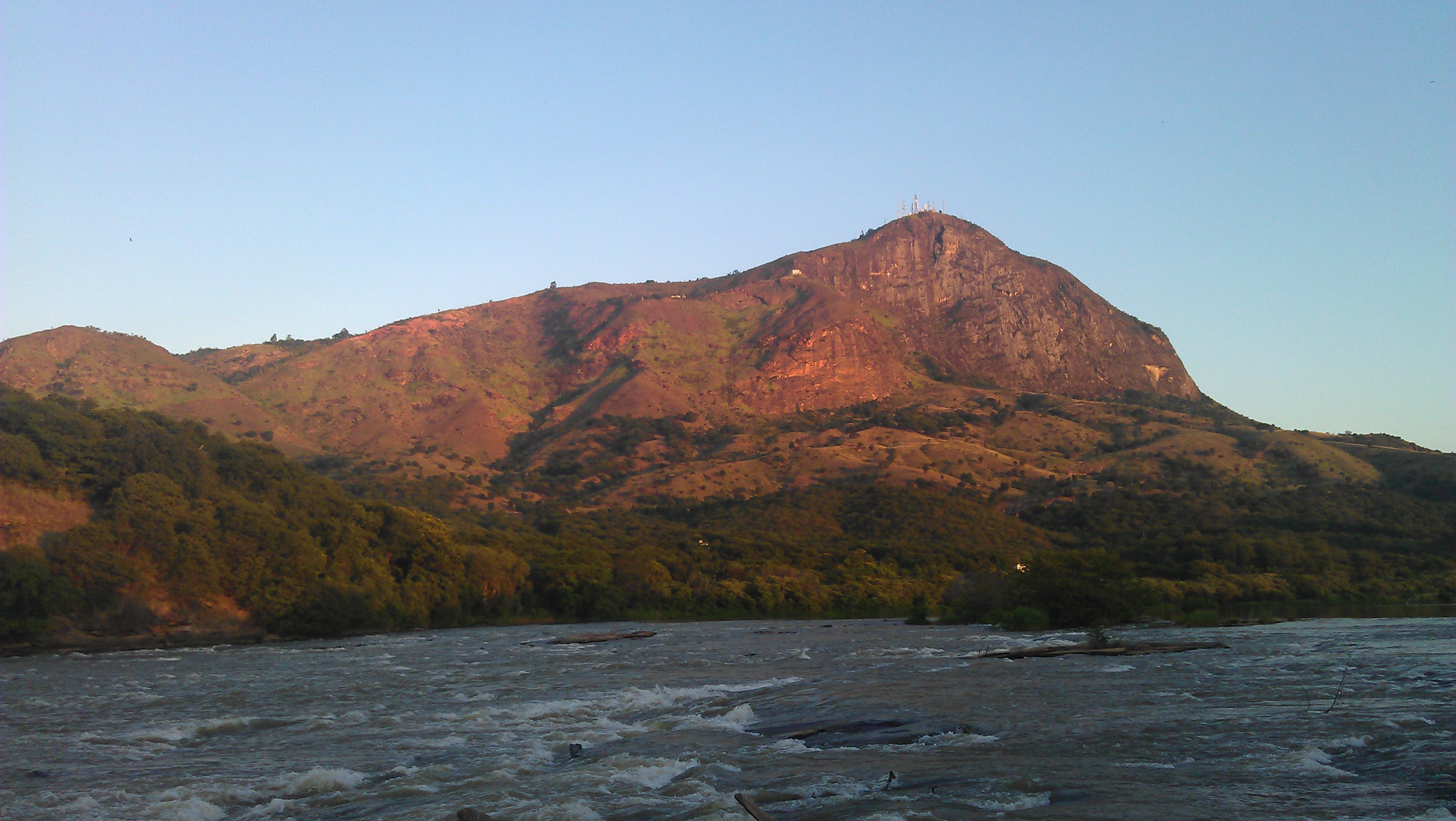
Pico da Ibituruna e Rio Doce

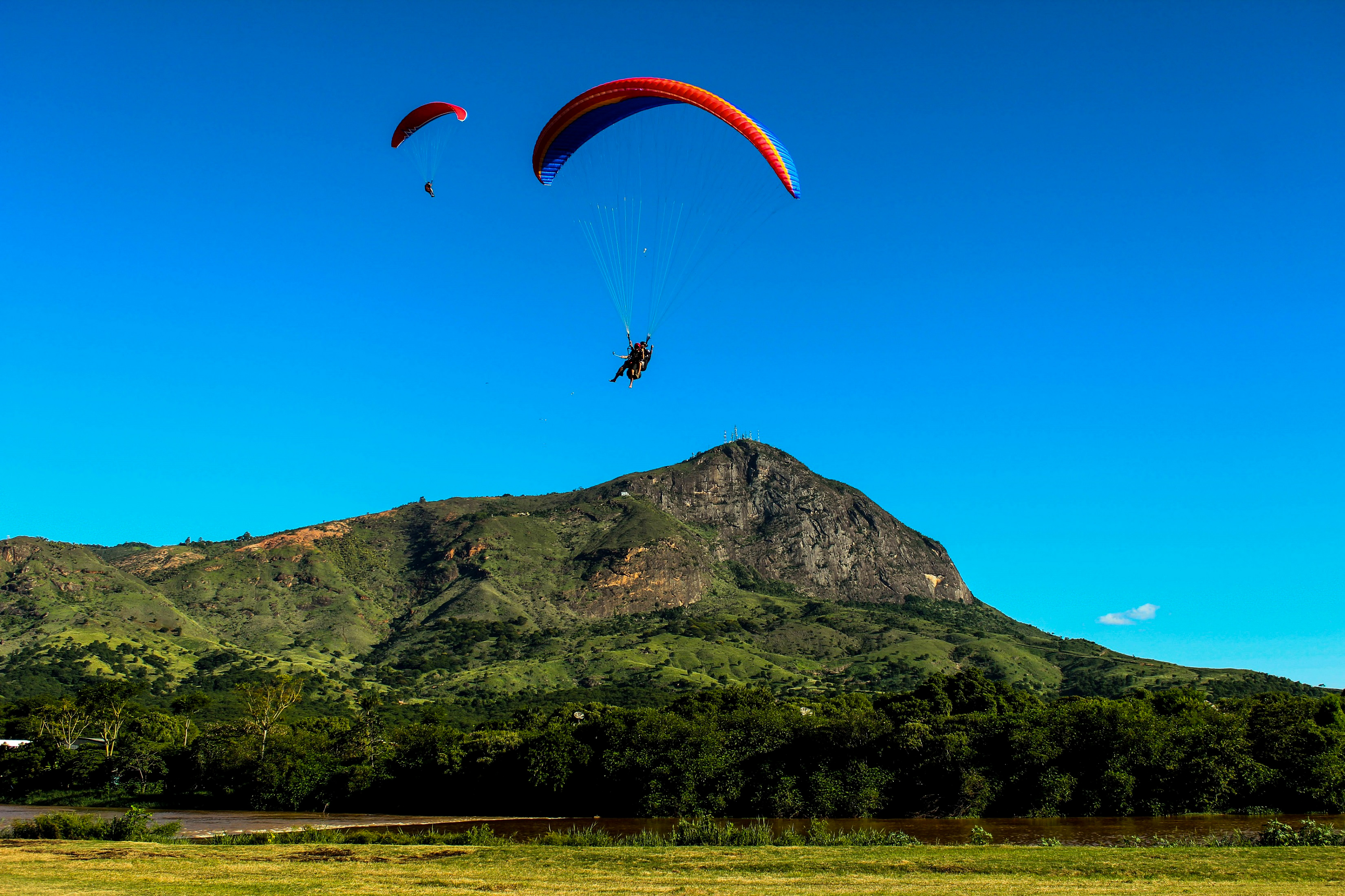
Voo de parapente a partir do Pico da Ibituruna.

O Pico da Ibituruna é uma elevação montanhosa na cidade de Governador Valadares, no estado de Minas Gerais, no Brasil.
Segundo o site TripAdvisor, o Pico da Ibituruna está em primeiro lugar na lista de melhores atrações de Governador Valadares.

## Topônimo
"Ibituruna" é uma palavra de origem tupi que significa "montanha preta", através da junção dos termos ybytyra ("montanha") e un ("preto").

## História

### Formação
O maciço se formou no período Pré-Cambriano, devido ao resfriamento de vulcões e revolvimento de solos fracos, formados pela invasão marítima do Brasil.

### Colonização
A primeira exploração da região do Pico da Ibituruna por europeus foi feita por Sebastião Fernandes Tourinho em 1573.

### Implantação da imagem de Nossa Senhora das Graças
A obra para colocar uma imagem de Nossa Senhora das Graças deu início à exploração da Ibituruna. Em outubro de 1962, se iniciou a obra para a implantação da imagem. A primeira estrada de acesso foi aberta exclusivamente para o transporte da imagem pela Construtora Ajax-Rabelo, que a época, estava envolvida na implantação do asfalto da BR-116. A Companhia Belgo-Mineira doou 3,5 toneladas de ferro para a construção da capela-pedestal que sustenta o monumento. A Companhia Vale do Rio Doce auxilou na montagem com o empréstimo de um guindaste. A montagem durou três meses. Sua inauguração foi no dia 27 de janeiro de 1963, com a primeira missa aos pés da imagem realizada pelo bispo diocesano Dom Hermínio Malzone Hugo. O empreendimento foi custeado por empresas e contribuições dos moradores da cidade naquela época.

### História recente
Em 1977, ocorreu o primeiro voo de asa-delta no Pico da Ibituruna, sendo feito pelo mineiro Emerson André Miranda Monteiro. O piloto divulgou o pico para seus amigos, que começaram a visitar Governador Valadares. Em 1983, foi fundado o Clube Valadarense de Voo Livre (CVVL).
Em 1983, o Pico da Ibituruna sediou pela primeira vez uma etapa do Campeonato Brasileiro de Voo Livre. Em 1989, o Pico da Ibituruna foi tombado como patrimônio estadual e monumento natural. Em 1991, ocorreu o primeiro Campeonato de Voo Livre realizado na cidade, com a Empresa Brasileira de Correios e Telégrafos homenageando a cidade com um selo com alusão ao campeonato.
Em 2000, a imagem de Nossa Senhora das Graças recebeu iluminação ornamental. Em 2001, a imagem da santa foi tombada pelo patrimônio municipal. Em 4 de dezembro de 2001, foi criado o Dia da Ibituruna, em âmbito municipal, sendo comemorado no dia 4 de junho.
Em 2019, a Prefeitura de Governador Valadares iniciou a iluminação da estrada de acesso ao Pico da Ibituruna.

## Características
Conhecida plataforma de voo livre, é o principal atrativo turístico da cidade de Governador Valadares. Com 1 123 metros de altitude acima do nível do mar e 990 metros em relação ao nível do Rio Doce, possui as melhores térmicas do mundo e se consagra como cenário nacional e internacional na prática do voo livre. Além do voo livre, a área do pico é propícia para a prática de outros esportes de aventura.
O turista que chega a Governador Valadares percebe, à distância, sua presença. Muitos quilômetros antes de entrar no município, avista, ainda na estrada, o Pico da Ibituruna. O pico pode ser avistado de todos os bairros da cidade.

## Cultura
O Pico da Ibituruna foi mencionado na música Rio Doce, do cantor Zé Geraldo.
O Pico da Ibituruna, além de sediar eventos relacionados ao voo livre, também sedia eventos culturais. Em 2019, o Pico da Ibituruna sediou o Festival de Inverno Gastronômico e Cultural.